# Loadsheet

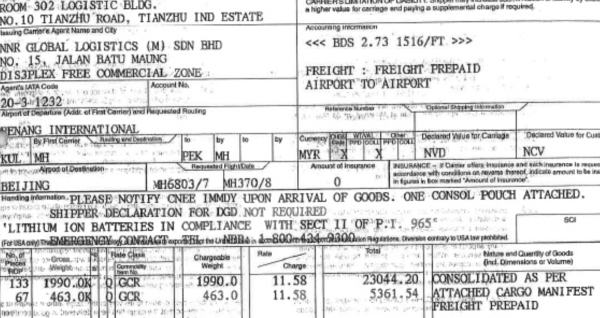
Loadsheet van Malaysia Airlines-vlucht 370

Een loadsheet (ook load and trim sheet) is een voor de uitvoering van luchttransport noodzakelijk laaddocument.
Het loadsheet wordt in het kader van de vluchtvoorbereiding gemaakt en bevat in het bijzonder naast het gewicht en de verdeling van de passagiers, kerosine, vracht, bagage, post, ook de voor de uitvoering van de vlucht noodzakelijke hulpmiddelen, zoals de bezetting van de passagiers in de cabine, drinkwater en catering. Een loadsheet moet voor iedere vlucht, ofwel manueel, ofwel met behulp van een computersysteem berekend en geproduceerd worden en staat de berekening toe van de actuele massa van het vliegtuig, de vertegenwoordiging van de verdeling van de gezamenlijke lading in het vliegtuig en ook de positie van het zwaartepunt van het vliegtuig.
Het document wordt steeds minder in papiervorm opgesteld, maar toenemend per ACARS (Aircraft Communications Addressing and Reporting System) voor het vertrek van de vlucht direct in de cockpit van een vliegtuig overgedragen. Met zijn handtekening op de loadsheet bevestigt de ladingplanner dat niet meer dan de toegelaten passagiers aan boord zijn.